# چگونه گرینچ کریسمس را دزدید (فیلم)
چگونه گرینچ کریسمس را دزدید (به انگلیسی: Dr. Seuss' How the Grinch Stole Christmas) فیلمی محصول سال ۲۰۰۰ و به کارگردانی ران هاوارد است. در این فیلم بازیگرانی همچون جیم کری، جفری تامبر، کریستین برنسکی، بیل ایروین، مالی شنون، جاش رایان ایوانز، تیلور مومسن، کلینت هاوارد، میندی استرلینگ، جرمی هاوارد، جیم میسکیمن، آنتونی هاپکینز، برایس دالاس هاوارد و دومینیک فاروژیا ایفای نقش کرده‌اند.

## خلاصه داستان
«گرینچ» (جیم کری) سال‌ها پیش در هوویل به دنیا آمده اما قیافهٔ ترسناک او و همان‌طور علاقهٔ بی حد و حسابش به «مارتا می» (بارانسکی) - که ذره‌ای به «گرینچ» علاقه ندارد - باعث شده از آن سرزمین رانده شود. از آن زمان تا کنون «گرینچ» کینهٔ مردم هوویل را به دل داشته و حالا فرصت انتقام فرا رسیده است .. …

## جوایز
این فیلم برنده اسکار بهترین چهره پردازی و کاندیدای ۲ اسکار دیگر (کاندیدای اسکار بهترین طراحی لباس-کاندیدای اسکار بهترین طراحی هنری) در سال ۲۰۰۱ شد.